# Apatura fulvobscura
Apatura fulvobscura är en fjärilsart som beskrevs av Ruggero Verity 1950. Apatura fulvobscura ingår i släktet Apatura och familjen praktfjärilar. Inga underarter finns listade i Catalogue of Life.